# Montenegro ved OL
Montenegro deltog første gang i olympiske lege som selvstændig land under Sommer-OL 2008 i Beijing, og i vinterlege under Vinter-OL 2010 i Vancouver. Udøvere fra Montenegro har tidligere deltaget som en del af Jugoslavien (1920–Vinter-OL 1992), Uafhængig olympisk deltagere (Sommer-OL 1992), Forbundsrepublikken Jugoslavien (1996–2002) og Serbien og Montenegro (2004–2006). Montenegro vandt sin første medalje under Sommer-OL 2012 i London.

## Medaljeoversigt
| Montenegros medaljer under de olympiske sommerlege | Montenegros medaljer under de olympiske sommerlege | Montenegros medaljer under de olympiske sommerlege | Montenegros medaljer under de olympiske sommerlege | Montenegros medaljer under de olympiske sommerlege | Montenegros medaljer under de olympiske sommerlege |                     | Montenegros medaljer under de olympiske vinterlege | Montenegros medaljer under de olympiske vinterlege | Montenegros medaljer under de olympiske vinterlege | Montenegros medaljer under de olympiske vinterlege | Montenegros medaljer under de olympiske vinterlege | Montenegros medaljer under de olympiske vinterlege |
| Lege                                               | Guld                                               | Sølv                                               | Bronze                                             | Totalt                                             | Rang                                               | Lege                | Guld                                               | Sølv                                               | Bronze                                             | Totalt                                             | Rang                                               |                                                    |
| 1920–1988                                          | som en del af Jugoslavien                          | som en del af Jugoslavien                          | som en del af Jugoslavien                          | som en del af Jugoslavien                          | som en del af Jugoslavien                          | 1924–1992           | som en del af Jugoslavien                          | som en del af Jugoslavien                          | som en del af Jugoslavien                          | som en del af Jugoslavien                          | som en del af Jugoslavien                          |                                                    |
| 1992 Barcelona                                     | som en del af Uafhængige olympiske deltagere       | som en del af Uafhængige olympiske deltagere       | som en del af Uafhængige olympiske deltagere       | som en del af Uafhængige olympiske deltagere       | som en del af Uafhængige olympiske deltagere       | 1924–1992           | som en del af Jugoslavien                          | som en del af Jugoslavien                          | som en del af Jugoslavien                          | som en del af Jugoslavien                          | som en del af Jugoslavien                          |                                                    |
| 1996 Atlanta                                       | som en del af Jugoslavien                          | som en del af Jugoslavien                          | som en del af Jugoslavien                          | som en del af Jugoslavien                          | som en del af Jugoslavien                          | 1994 Lillehammer    | Deltog ikke                                        | Deltog ikke                                        | Deltog ikke                                        | Deltog ikke                                        | Deltog ikke                                        |                                                    |
| 2000 Sydney                                        | som en del af Jugoslavien                          | som en del af Jugoslavien                          | som en del af Jugoslavien                          | som en del af Jugoslavien                          | som en del af Jugoslavien                          | 1998 Nagano         | som en del af Jugoslavien                          | som en del af Jugoslavien                          | som en del af Jugoslavien                          | som en del af Jugoslavien                          | som en del af Jugoslavien                          |                                                    |
| 2004 Athen                                         | som en del af Serbien og Montenegro                | som en del af Serbien og Montenegro                | som en del af Serbien og Montenegro                | som en del af Serbien og Montenegro                | som en del af Serbien og Montenegro                | 2002 Salt Lake City | som en del af Jugoslavien                          | som en del af Jugoslavien                          | som en del af Jugoslavien                          | som en del af Jugoslavien                          | som en del af Jugoslavien                          |                                                    |
| 2008 Beijing                                       | 0                                                  | 0                                                  | 0                                                  | 0                                                  | –                                                  | 2006 Torino         | som en del af Serbien og Montenegro                | som en del af Serbien og Montenegro                | som en del af Serbien og Montenegro                | som en del af Serbien og Montenegro                | som en del af Serbien og Montenegro                |                                                    |
| 2012 London                                        | 0                                                  | 1                                                  | 0                                                  | 1                                                  | 69                                                 | 2010 Vancouver      | 0                                                  | 0                                                  | 0                                                  | 0                                                  | –                                                  |                                                    |
| 2016 Rio de Janeiro                                | 0                                                  | 0                                                  | 0                                                  | 0                                                  | –                                                  | 2014 Sotji          | 0                                                  | 0                                                  | 0                                                  | 0                                                  | –                                                  |                                                    |
| 2020 Tokyo                                         |                                                    |                                                    |                                                    |                                                    |                                                    | 2018 Pyeongchang    | 0                                                  | 0                                                  | 0                                                  | 0                                                  | –                                                  |                                                    |
| Totalt                                             | 0                                                  | 1                                                  | 0                                                  | 1                                                  |                                                    | Totalt              | 0                                                  | 0                                                  | 0                                                  | 0                                                  |                                                    |                                                    |